# Système éducatif aux Pays-Bas

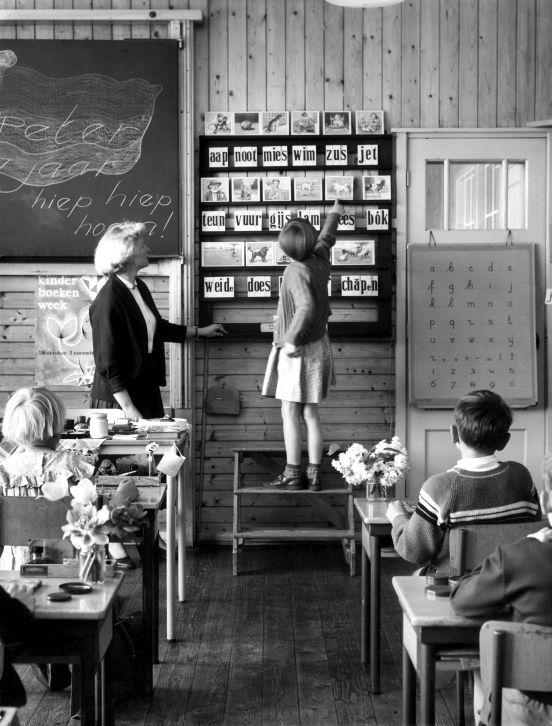
Une école primaire aux Pays-Bas en 1968.

Dans le système éducatif des Pays-Bas, l’école est obligatoire de 5 ans à 18 ans et les enfants commencent normalement à être scolarisés à partir de l’âge de 4 ans pour une durée totale d’au moins 13 ans. L’école primaire (basisschool) dure normalement 8 ans, soit de l’âge de 4 à 12 ans.
Au cours de la 8e année, les élèves de la vaste majorité des écoles passent le « Cito-toets » (de son nom complet « Cito Eindtoets Basisonderwijs »), destiné à indiquer quel type d’enseignement secondaire sera le plus approprié pour l’enfant.
Ce test n’est pas obligatoire et l’étudiant n’est pas obligé de suivre ses recommandations, mais le niveau VWO (nl) est sélectif et comporte des critères d’admissions minimaux et exige également une motivation suffisante de l’enfant, qui doit déjà choisir entre 3 types de cheminements de niveau secondaire :
- le VMBO (nl) — d’une durée de 4 ans et possiblement suivi du MBO (nl) (dont les élèves sortent en moyenne à 16 ans) ;
- le HAVO (nl) — d’une durée de 5 ans et suivi du HBO (nl) (la haute école) ou optionnellement du VWO (nl) (dont les élèves sortent en moyenne à 17 ans) ;
- le VWO (nl) — d’une durée de 6 ans et suivi de l’Université (dont les élèves sortent en moyenne à 18 ans).

Seul le parcours VWO (nl) (voorbereidend wetenschappelijk onderwijs) assure l’accès à l’université[Information douteuse], alors que le HAVO permet l’accès à la haute école ou de retourner compléter le cheminement VWO.
Aux Pays-Bas, environ 70 % des élèves sont scolarisés dans des écoles privées subventionnées[réf. nécessaire] dans lesquelles l’enseignement est gratuit.